# وانیک زاکاریان
وانیک سورنی زاکاریان (ارمنی: Վանիկ Սուրենի Զաքարյան؛ زادهٔ ۲۱ مارس ۱۹۳۶ - درگذشته ۱۴ آوریل ۲۰۲۳) آکادمیسین، شطرنج‌باز و متخصص آنالیز مختلط اهل ارمنستان بود که از سال ۲۰۰۰ عضو هیئت رئیسه فرهنگستان ملی علوم ارمنستان بود. وی همچنین از سال ۱۹۹۶ نایب رئیس و از سال ۲۰۰۰ نایب رئیس افتخاری فدراسیون جهانی شطرنج (فیده) می‌باشد.

## زندگی‌نامه
وانیک زاکاریان در ۲۱ مارس ۱۹۳۶ در مغری به دنیا آمد. وی از دانشگاه دولتی ایروان فارغ‌التحصیل شد و سپس به عنوان معاون رئیس امور آموزشی دانشگاه دولتی علوم پرورشی خاچاطور آبوویان ارمنستان به فعالیت پرداخت. وی عضو فرهنگستان ملی علوم ارمنستان بود. وی دو مرتبه مشترکاً در سال‌های ۱۹۶۱ و ۱۹۷۶ برنده مسابقات قهرمانی شطرنج ارمنستان شده‌است. مدال موسس خورناتسی توسط روبرت کوچاریان به وی اعطاء شده‌است. در سال ۱۹۹۲ مدرک دکتری علوم ریاضیات-فیزیکی را کسب نموده‌است. زاکاریان از سال ۱۹۷۵ ریاست دپارتمان ریاضیات دانشگاه پلی‌تکنیک ارمنستان را برعهده دارد و همچنین نشان آنانیا شیراکاتسی به وی اهدا گردیده‌است. در ۱۴ آوریل ۲۰۲۳ در سن ۸۷ سالگی درگذشت.